# Geoffrey Spicer-Simson
Comandorul Geoffrey Basil Spicer-Simson DSO⁠(d) (n. 15 ianuarie 1876, Hobart, Tasmania, Australia – d. 29 ianuarie 1947, Courtenay⁠(d), British Columbia, Canada) a fost un ofițer al Marinei Regale Britanice. El a servit în flotele din Mediterana, Pacific și internă. Este celebru pentru rolul său de lider al unei expediții navale pe Lacul Tanganyika în 1915, unde a comandat o mică flotilă care a învins o forță germană superioară în bătălia pentru Lacul Tanganyika⁠(d).

## Viața timpurie
Geoffrey Basil Spicer Simson s-a născut la Hobart, Tasmania, la 15 ianuarie 1876, și a avut patru frați și surori. Tatăl său, Frederick Simson, a fost în marina comercială și făcea trafic cu monede de aur în India, și în cele din urmă s-a stabilit la Le Havre, Franța, la vârsta de treizeci și unu de ani. Acolo, a întâlnit-o pe Dora Spicer de  optsprezece ani, fata unui cleric englez aflat în vizită, și la căsătorie și-a schimbat numele în Spicer-Simson. În 1874, cuplul Spicer-Simson s-a mutat în Tasmania, unde a întemeiat o familie, și a îngrijit o fermă de oi timp de cinci ani. Deși Geoffrey s-a născut în Tasmania, el s-a mutat în Franța după dorința mamei lui. El și frații lui au fost trimiși la școli din Anglia. Cel mai mare, Theodore Spicer-Simson, a devenit un celebru pictor portretist de medalioane, călătorind între Franța și Statele Unite ale Americii. Fratele său cel mai mic, Noel, s-a înrolat în Armata Britanică.
Geoffrey a intrat în Royal Navy în 1889, la vârsta de paisprezece ani. El a primit gradul de midshipman⁠(d) la 14 iunie 1892. Cariera a început bine, fiind înaintat cu șapte luni de vechime pentru rezultatele care i-au permis să absolvească Britannia Royal Naval College⁠(d). Cu toate acestea, el a pierdut o lună din această suplimentare de vechime pentru că în 1894 și-a părăsit nava deși permisia sa fusese anulată. El a fost promovat rang de sublocotenent⁠(d) temporar la 19 februarie 1896, și apoi confirmat în acest grad la 20 ianuarie 1897, retroactiv începând cu data înaintării temporare în grad. El a fost promovat și la rangul de locotenent la 30 septembrie 1898.
Din acel moment, el a început să se specializeze în topografie, și a servit în Comisia de Frontieră a Borneoului de Nord în 1901, ajutând la întocmirea mai multor hărți și la definirea unor limite. Cea mai importantă poziție a fost la comanda unui distrugător, pe care l-a lăsat să se ciocnească cu o navă de marfă, urmarea fiind că el a fost postat doar în misiuni de pază la cheu. El a mers apoi în China și a făcut primul studiu topografic cu triangulație al râului Yangtze în 1905-1908. După China, a fost trimis în Africa, și din 1911-1914 a fost la comanda unei nave de supraveghere pe râul Gambia. În 1902, s-a căsătorit cu Amy Elizabeth, fiica lui Edmund și Phoebe Baynes-Reed din Victoria, Columbia Britanică.
El s-a întors  din Africa în Regatul Unit cu doar câteva zile înaintea intrării țării sale în Primul Război Mondial, la 4 august 1914. El a prestat o scurtă perioadă de serviciu pe o navă de combatere a contrabandei de mărfuri, dar la două săptămâni după ce a preluat comanda, una dintre vedetele acesteia a fost torpilată în plină zi. El a primit apoi o slujbă de birou la Amiralitate în departamentul care se ocupa de transferul marinarilor din Marina Comercială în cea de Război.

## „Circul lui Simson”
În aprilie 1915, Amiralitatea a aflat că Germania se pregătește să lanseze vasul Graf von Götzen⁠(d) pe Lacul Tanganyika. Götzen era mult mai mare decât oricare altă navă de pe lac și ar fi dat forțelor germane supremația pe întreaga sa lungime. Controlând lacul, Germania ar fi putut trece cu ușurință trupe și materiale pentru a sprijini eforturile de război în Africa Germană de Est și în jurul ei. Pentru a contracara Götzen, din Regatul Unit aveau să fie trimise două bărci cu motor mici, rapide și bine înarmate.
Spicer-Simson avea experiență în Africa și vorbea fluent franceza și germana, așa că Amiralitatea a trecut cu vederea istoricul său neimpresionant și punctat de acte de disciplină, și l-a ales să conducă o expediție. Comandanții săi considerau că nu au nimic de pierdut în a-l trimite în ceea ce era considerat a fi un teatru secundar de operațiuni, mai puțin important decât cele din Europa.
Cele două bărci cu motor, pe care Spicer-Simson le-a botezat Mimi⁠(en)[traduceți] și Toutou⁠(en)[traduceți], au fost încărcate la bordul mavei SS Llanstephen Castle⁠(en)[traduceți] la 15 iunie, împreună cu echipamentele și proviziile expediției. Au fost aduse și două vagoane speciale și structuri pentru transportul feroviar pentru a le permite să fie transportate pe calea ferată și pe uscat. Prima etapă a drumului de 10.000 km al lui Mimi și Toutou a fost finalizat după 17 zile pe mare și la sosirea la Capul Bunei Speranțe.
De la Cape Town, ei și oamenii din expediție au călătorit spre nord pe calea ferată prin Bulawayo la Elisabethville, unde au ajuns pe 26 iulie. După ce au ajuns la capătul căii ferate, la Fungurume, bărcile au fost date jos de pe tren și tractate 235 km prin junglă de către echipe de boi și tractoare cu abur până la începutul căii ferate din Sankisia la Bukama. La Bukama, bărcile și proviziile au fost descărcate și pregătite pentru o călătorie pe râul Lualaba⁠(d). Lualaba avea debit mic, și Mimi și Toutou a trebuit să fie propulsate cu vâslele 90 km în amonte, într-una din zile eșuând pe țărm de paisprezece ori în doar 19 km. Au petrecut șaptesprezece zile pe Lualaba înainte de a ajunge la Kabalo. De acolo, ultimii 282 km ai călătoriei până la Lacul Tanganyika s-au făcut pe calea ferată. Expediția, cunoscută în acel moment sub porecla de „Circul lui Simson” pentru toate prin care trecut, a ajuns la portul belgia Lukuga depe malul lacului la 24 octombrie 1915.

## Bătălia pentru Lacul Tanganyika

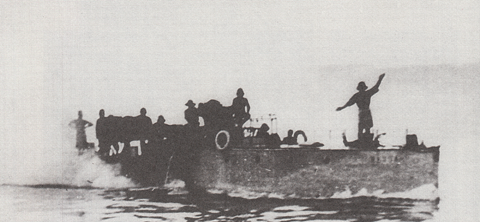
Spicer-Simson (în picioare) pe puntea navei belgiene Netta.

La scurt timp dupa ce a ajuns pe malul lacului Tanganyika, Spicer-Simson și-a mutat baza imediat la sud de Lukuga, în Kalemie, unde a construit un port de mai bine apărat de furtunile de pe lac. Mimi și Toutou au fost asamblate și lansate la apă înainte de Crăciunul lui 1915. Devreme în dimineața zilei de 26 decembrie, remorcherul german înarmat Kingani a fost zărit în larg. Spicer-Simson le-a scos pe Mimi și Toutou pe lac și a capturat Kingani după un scurt schimb de focuri în care a murit comandantul și patru membri ai echipajului acesteia. Kingani a fost rebotezat HMS Fifi⁠(en)[traduceți] și adus sub comanda lui Spicer-Simson. Ca urmare, la 3 ianuarie 1916, el a fost promovat de la gradul de locotenent-comandor la cel de comandor; promovarea acționa retroactiv de la 26 decembrie 1915, data capturării lui Kingani.
Pe 9 februarie 1916, barca germană Hedwig von Wissmann⁠(en)[traduceți] (sora mai mare a lui Hermann von Wissmann⁠(en)[traduceți] de pe Lacul Nyasa) a apărut în larg de Lukuga pentru a investiga dispariția lui Kingani. După o cursă de 48 km, flotila lui Spicer-Simson l-a scufundat pe Hedwig von Wissmann.
Capturarea lui Kingani și scufundarea lui Hedwig von Wissmann au slăbit mult puterea navală germană pe Lacul Tanganyika. Cu toate acestea, un supraviețuitor de pe Kingani a raportat că Götzen fusese recent înarmată cu un tunde pe crucișătorul recent scufundat Königsberg. Tunul de pe Königsberg îi dădea lui Götzen capacitatea de a trage eficient asupra lui Mimi, Toutou, și Fifi de la distanță mult mai mare decât raza lor de acțiune. Deși Götzen nu putea fi atacat direct, supremația germană pe Lacul Tanganyika fusese ruptă.
Pentru acțiunea împotriva lui Hedwig von Wissmann, Spicer-Simson a fost decorat cu Ordinul pentru Serviciu Distins⁠(d) la 1 mai 1916. De-a lungul expediției, trei ofițeri au primit Crucea pentru Serviciu Distins⁠(d), și doisprezece au primit Medalia pentru Serviciu Distins⁠(d).
După succesul inițial, comanda lui Spicer-Simson a avut un sfârșit controversat. El a refuzat să-și trimită navele pentru a ajuta Armatele Coloniale Britanică și Belgiană să captureze Mpulungu, din Zambia de astăzi. După ce sa îmbolnăvit și s-a retras în apartamentul său privat, a fost trimis în Anglia pentru  recuperare medicală și psihică. El a primit și Ordinului Coroanei Belgiene⁠(d) în grad de comandor.

## Excentricitățile
Spicer-Simson era cunoscut pentru comportamentul său neobișnuit. În Regatul Unit, el propusese la început ca Mimi și Toutou să fie botezate Câinele și Pisica, dar numele au fost respinse de către Amiralitate. După ce au fost acceptate propunerile alternative Mimi și Toutou, el a explicat că acestea înseamnă „Miau” și „Ham-ham” în limba franceză. În timp ce se afla la comanda operațiunilor de pe Lacul Tanganyika, Spicer-Simson purta adesea un kilt kaki de serviciu, și insista să se arboreze un drapel de Amiral în fața colibei lui. Fuma trabucuri cu monogramă și purta niște „tatuaje macabre” dobândite în perioada petrecută în Asia.

## Mai târziu în viață
Ulterior, a fost director adjunct al Informații militare, cu grad provizoriu de căpitan⁠(d), și delegat naval și traducătorul de franceză al Conferinței d Pace de la Versailles din 1919. După ce a activat ca secretar și interpret oficial pentru Prima Conferință Hidrografică Internațională de la Londra, în 1919, a fost ales să fie primul secretar general al Biroului Higrografic Internațional. El a îndeplinit această funcție din 1921 până în 1937. Ultimii ani și i-a petrecut în Columbia Britanică. El a ținut o serie de prelegeri despre comanda sa pe Lacul Tanganyika și a contribuit la redactarea unui articol publicat în National Geographic, despre transportul celor două bărci prin junglele din Congo. A murit la 29 ianuarie 1947.

## Realizări
- Medalia Chinei în 1900
- Ordinul pentru Serviciu Distins⁠(d) în 1915
- Evenimentele flotilei lui de la Lacul Tanganyika au inspirat romanul și filmul „Regina africană”.[necesită citare]
- A fost subiectul dramei radiofonice de la BBC Radio Navy Man God, de Christopher Russell. Difuzat în premieră la 19 ianuarie 1985, și reluat în mod regulat pe postul digital BBC Radio 7 după ce a fost redescoperit.